# Ivonne Díaz
Pour les articles homonymes, voir Díaz.
Ivonne Díaz, née le 6 février 1987 à Mexico, est une joueuse professionnelle de squash représentant le Mexique. Elle atteint en octobre 2011 la 63e place mondiale sur le circuit international, son meilleur classement.

## Biographie
Durant sa carrière, elle se heurte à Samantha Terán qui domine le squash national avec 20 titres de championne du Mexique de 1998 à 2017 et une place en demi-finale des championnats du monde 2011. Lors du Torneo International Bicentenario Mexico 2010, elle se qualifie pour le tableau final et affronte au premier tour la championne du monde Nicol David,.